# Amerika (Drenthe)
Amerika is een buurtschap in de gemeente Noordenveld, in de Nederlandse provincie Drenthe. Het ligt tegen de grens aan van de provincie Groningen.
Het ligt ongeveer vier meter boven zeeniveau en ten noordwesten van het dorp Een, en valt daar formeel ook onder. Het plaatsje is gesticht in 1909 tijdens ontginning van het grote heidegebied Steenbergerveld, en het Eenerveld. Het deel in de voormalige gemeente Norg kreeg de naam Amerika mee.
De ontginning van genoemd gebied is grotendeels gerealiseerd door H.(Heertze) J.(Jacob) Krijthe, geboren 1872 te Oldehove en Overleden 1959 te Nietap. Een halfverharde weg in het gebied wordt ook wel naar hem vernoemd tw. de Krijthereed. 
Amerika ligt ongeveer in het midden van de driehoek die de dorpen Haulerwijk, Een en Zevenhuizen vormen. De buurtschap bestaat uit enkele verspreid liggende boerderijen die allemaal aan dezelfde slingerende weg, genaamd Amerika liggen.
Een groot gedeelte van het grondgebied van Amerika wordt ingenomen door het recreatiecentrum Ronostrand, ongeveer halverwege het weggetje Amerika. Het Ronostrand is een voormalige zandafgraving, die tegenwoordig als zwemplas in gebruik is en in die hoedanigheid mensen uit de wijde omgeving aantrekt. Bij de zwemplas bevindt zich ook de gelijknamige camping. Iets verderop aan de weg bevindt zich nog een andere, werkende, zandafgraving.
Hoofdplaats: Roden

Overige plaatsen: Allardsoog (deels) · Altena · Alteveer · Amerika · Boerlaan · Een · Een-West · De Streek · Foxwolde · Huis ter Heide · Klunderveen · Langelo · Lieveren · Leutingewolde · Matsloot · Nietap · Nieuw-Roden · Norg · Norgervaart (deels) · Oostindië (deels) · Peest · Peize · Peizermade · Peizerwold · De Pol · Roderesch · Roderwolde · Sandebuur · Steenbergen · Terheijl · Veenhuizen · Westervelde · Zuidvelde

Drenthe: Steden en dorpen      Nederland: Provincies · Gemeenten